# Grintovec
Grintovec (2558 m) a Kamniki-Alpok legmagasabb csúcsa. A Kamniki-Bistrica, Suhi dol és Ravenska Kočna völgyek között helyezkedik el. A csúcsról szép kilátás van a Jezerska völgy felé, dél felé pedig látható a Ljubljanai-medence. Egy füzet meg egy pecsét található a csúcson.

## Külső hivatkozások
- Grintovec - Hribi.net